# Jalais-hegy, Pontoise
A Jalais-hegy, Pontoise (Côte des Jalais) Camille Pissarro 1867-es tájképe, amely segített megalapozni a művész elismertségét mint a vidéki francia táj innovatív festője.
A mű Pontoise-t mutatja. Az alkotást kiállították az 1868-as Salonban, és Émile Zola lelkes kritikát írt róla. „Ez a modern vidék” – írta, rámutatva arra, hogy a festmény nézőpontja olyan, mintha egy sétáló egy pillanatra visszanézett volna arra, amerről jött. Dicsérte a kis völgy és a hegy „hősies egyszerűségét és nyíltságát”. „A festő kedélye az élet és erő ritka költeményt vázolta fel” – írta Zola.
A kép Pissarro halála után felesége tulajdonába került, tőle fiukhoz, Paul-Émile Pissarróhoz jutott, aki 100 ezer frankért eladta a New York-i Heinemann Gallery-nek. A műkereskedő cégtől 1929. január 15-én a William H. Holston Gallery vásárolta meg 7500 dollárért, majd William Church Osbornnak adta tovább. A Metropolitan az ő hagyatékából jutott a képhez 1951-ben.